# Cymodoce ruetzleri
Cymodoce ruetzleri är en kräftdjursart som beskrevs av Brian Frederick Kensley 1984. Cymodoce ruetzleri ingår i släktet Cymodoce och familjen klotkräftor. Inga underarter finns listade i Catalogue of Life.